# Scheut
Scheut (prononcé en français : [skøt] ; prononcé en néerlandais : [sxøːt] ) est le nom d’un ancien hameau devenu aujourd’hui un quartier du nord de la commune d'Anderlecht (Région de Bruxelles-Capitale), délimité par la frontière avec la commune de Molenbeek-Saint-Jean au nord, le centre historique d'Anderlecht au sud, le quartier de Birmingham (Anderlecht) à l'est et le Scheutveld à l'ouest.
Scheut est surtout connu par la bataille de Scheut au XIVe siècle, la Chartreuse de Scheut, et plus tard par la mission des Pères de Scheut et leur Musée de la Chine retraçant leur œuvre missionnaire.

## Toponymie
Avant 1356, le plateau où se tiendrait la bataille de Scheut se nommait Hooge cauter (haute culture).
L'origine du nom Scheut reste l'objet de différentes hypothèses :
- Le quartier tient son nom du hameau homonyme, dont la première évocation connue date de 1401 - sous la forme Scote[2].

- Toutefois, un accord conclu le 18 août 1365 entre les chapitres de Sainte Gudule (Bruxelles) et de Saint-Guidon (Anderlecht) pour fixer les limites de leurs dîmes respectives mentionne déjà un arbre de Scheut[3]  - Schot ou schoot désignant à l'époque une clôture, la limite d’un champ ou d’un jardin. Cette limite, à Scheut, est encore visible sur la carte de Ferraris si l'on considère la numérotation des paroisses : 99 pour Anderlecht et Scheut, 98 pour Ossegem et Koekelberg.

- Si le mot Scheut peut être rapproché du verbe néerlandais schieten (tirer, avec une arme)[4], le hameau pourrait devoir son nom soit de l'établissement de tirs à l'arc (schietboom) à cet endroit, soit à l'anecdote selon laquelle un archer envoya jusque-là le trait d'arbalète tirés depuis les murs de la ville de Bruxelles[5]

## Histoire

### DuXVesiècleauXVIIIesiècle
Pendant 400 ans le hameau est centré sur la chartreuse de Scheut qui attire de nombreux pèlerins.

### Scheutistes (1862)
Les membres de la Congrégation du Cœur Immaculé de Marie prirent le nom de Scheutiste, par allusion au quartier d'Anderlecht où l'ordre fut fondé par Théophile Verbist en 1862.

## Curiosités et sites importants
- Clinique Sainte-Anne – Saint-Remi
- Mission de Scheut - Congrégation du Cœur Immaculé de Marie
- Commissariat principal de la zone de police Bruxelles-Midi
- Le parc Forestier
- Station de métro Jacques Brel

## Personnalités
- Louis-Désiré Morel (1880-1971), prêtre catholique et missionnaire, est mort à Scheut.

## Références

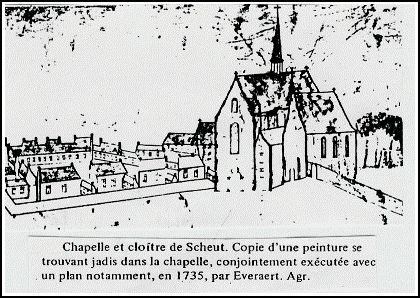
Chapelle et cloître de Scheut ; copie, faite en 1736 par Everaert, d’un tableau qui se trouvait jadis dans la chapelle

## Accès
- 13 Dilbeek via  à partir du  carrefour  "Prince de Liège" (Grande ceinture)
- (depuis centre-ville)